# Meringopus calescens
Meringopus calescens là một loài tò vò trong họ Ichneumonidae.